# YMO (アルバム)
『YMO』（ワイエムオー）は、2011年6月15日にソニー・ミュージックダイレクトよりリリースされたイエロー・マジック・オーケストラ（以下、YMO）のベスト・アルバム。ブルースペックCD使用。

## 制作
メンバー3人の合議による選曲であり、再生期（16）、HASYMO名義（17）も含まれ、エンジニアのトム・コインによって全曲に新規リマスターが施されている。ディスクジャケットのアートワークは坂本龍一ともコラボレーションしているカールステン・ニコライを起用。

## 収録曲
1. FIRECRACKER
2. COSMIC SURFIN'
3. LA FEMME CHINOISE
4. TONG POO
5. DAY TRIPPER
6. BEHIND THE MASK
7. RYDEEN
8. TIGHTEN UP (JAPANESE GENTLEMEN STAND UP PLEASE!)
9. U・T
10. 1000 KNIVES
11. MASS
12. CAMOUFLAGE
13. LIGHT IN DARKNESS
14. EPILOGUE
15. KEY
16. NANGA DEF?
17. Tokyo Town Pages

- Track4,5はライブ・アルバム「フェイカー・ホリック」からの収録[4]。
- Track15はライブ・アルバム「コンプリート・サーヴィス」からの収録[4]。